# Historia de la minería en Cerdeña

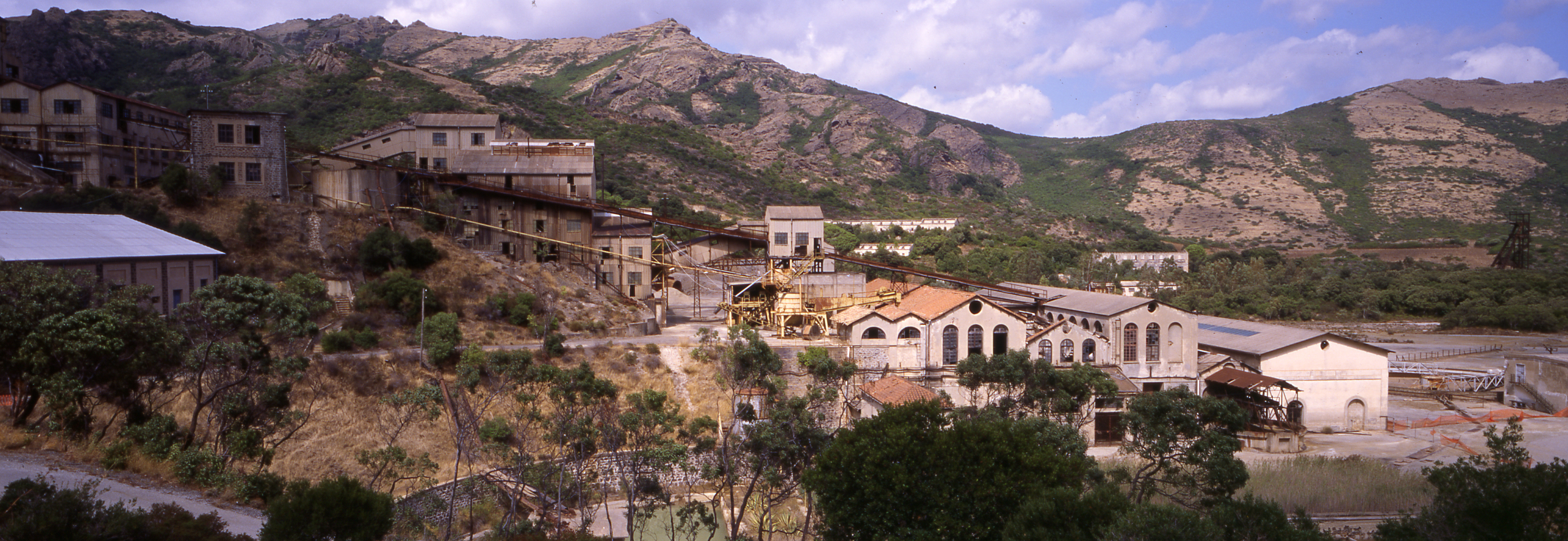
Vista general de las minas de Montevecchio.

La historia de la explotación minera en Cerdeña (Italia) se remonta a tiempos muy remotos, en torno al sexto milenio antes de Cristo.
Los mercaderes y conquistadores frecuentaban las costas de la isla atraídos por las riquezas del subsuelo de Cerdeña. Testimonio del antiguo trabajo de los metales son también numerosos topónimos relacionados con la actividad extractora: Argentiera, Montiferru, Funtana Raminosa, Capo Ferrato, por mencionar solo algunos ejemplos.

## Prehistoria

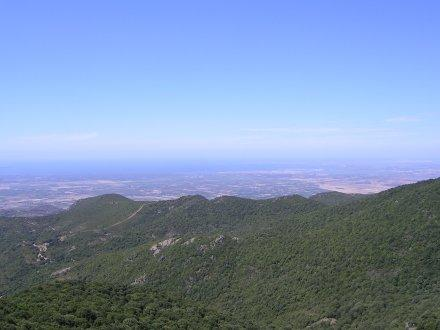
Vista del golfo de Oristano desde el monte Arci

La larga historia minera de Cerdeña comenzó casi con toda seguridad en torno al sexto milenio antes de Cristo con la actividad de extracción de obsidiana, en las cimas del Monte Arci, en la parte centro-oriental de la isla. El monte Arci fue uno de los más importantes centros mediterráneos de extracción y trabajo de este vidrio volcánico. De hecho, se han localizado al menos 70 centros de trabajos y cerca de 160 asentamientos estables o temporales desde donde la obsidiana era exportada hacia Francia meridional e Italia septentrional.
En torno al tercer milenio antes de Cristo, probablemente importados de la cuenca oriental del Mediterráneo, llegaron y se difundieron también en Cerdeña los conocimientos metalúrgicos, que alcanzaron durante la civilización nurágica un elevado nivel técnico.
Al mismo tiempo se desarrolló también la técnica minera, lo que permitió la extracción de cantidades crecientes de minerales y de metales. La posición geográfica de la isla y su patrimonio minero, atrajeron entre el siglo XIV y el VIII a. C. a los mercaderes fenicios a quienes, hacia la mitad del siglo VI, se unieron los cartagineses. Fenicios y cartagineses aprovecharon intensamente las riquezas minerales, sobre todo en Iglesiente, donde se encontraron restos de excavaciones y escoria de fusión atribuibles a este período. 
Una intensa actividad metalúrgica, sea extractora o de fusión, está atestiguada desde el punto de vista arqueológico, junto a los ricos yacimientos metalíferos de Sarrabus, constituidos por minerales compuestos de óxidos y sulfuros de hierro, cobre y plomo.

## Época romana

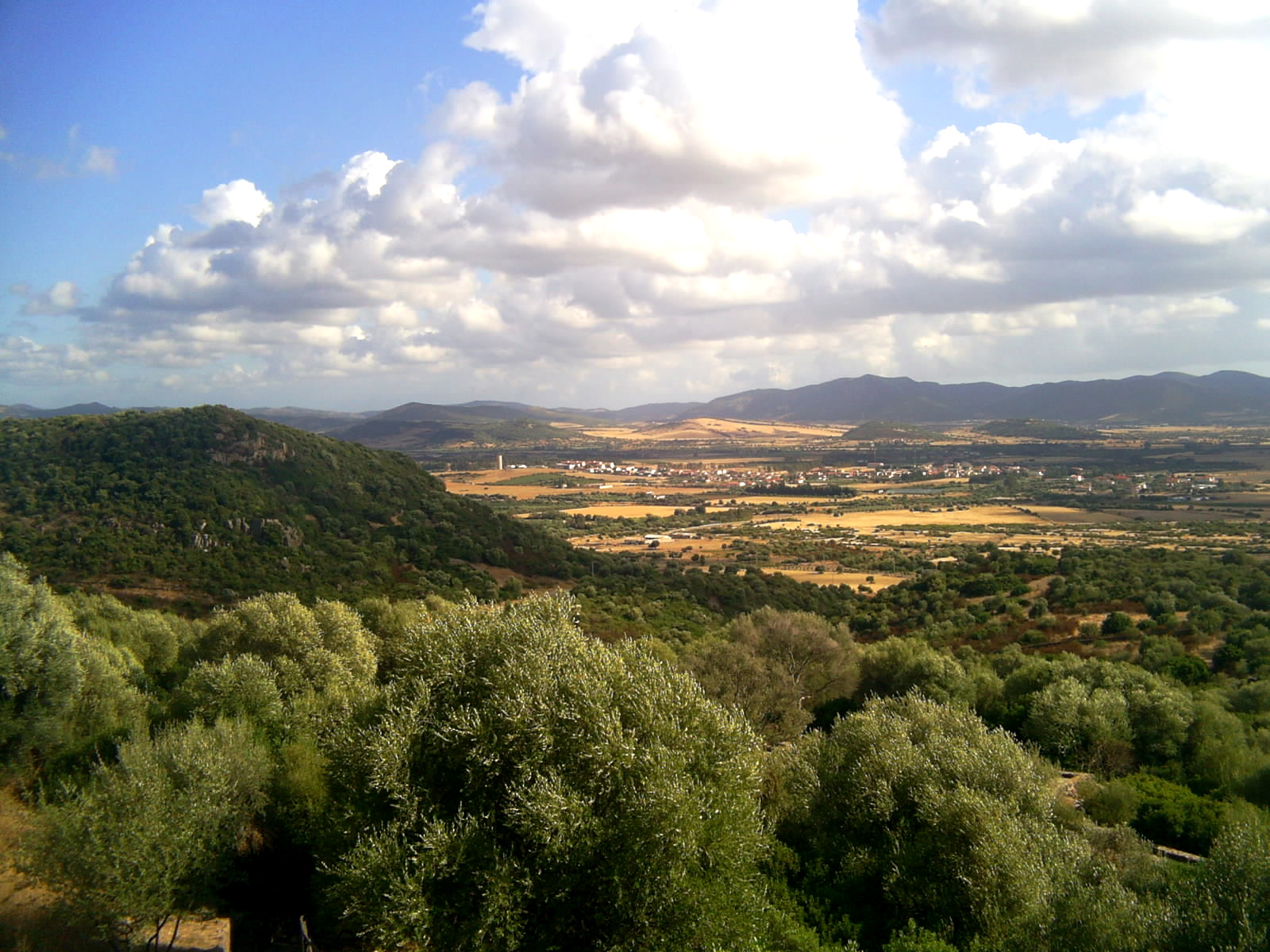
La región de Santadi, en la provincia de Cerdeña del Sur.

En el año 238 a. C. se inició en Cerdeña la época de la dominación romana. De hecho, Cartago, tras la derrota sufrida en la primera guerra púnica y la rebelión de los mercenarios que vivían en la isla, fue obligada a ceder formalmente la Isla a Roma. En el año 226 a. C. le fue concedido el estatuto de provincia romana como parte de Corsica et Sardinia. 
Bajo los romanos, la actividad minera creció intensamente, sobre todo en los yacimientos de plomo y de plata. Desde el 269 a. C. la república había adoptado la plata como base monetaria, mientras que el plomo era usado en diversos campos de la vida civil. Cerdeña, tras Hispania y Bretaña, constituía la tercera región, entre los dominios de Roma, por cantidad de metales producidos. La producción mineral durante todo el período de la dominación romana ha sido valorada en alrededor de 600.000 toneladas de plomo y mil toneladas de plata. La actividad extractora de los romanos no se limitó solo a la cuenca de Iglesiente; de hecho, conocieron y seguramente aprovecharon los yacimientos de plata de Sarrabus, a la que quizás se refería el geógrafo Solino al escribir:

India ebore, argento Sardinia, Attica melle
La India es famosa por el marfil, Cerdeña por la plata, Ática por la miel

Los sistemas de cultivo de las minas en época romana consistían en la excavación de pozos verticales profundos incluso de más de 100 metros; los trabajos se realizaban con utensilios manuales y fuego para separar la roca. Todo era realizado por mineros libres, llamados metallari y desde el año 190 a. C. también por esclavos o prisioneros llamados damnati ad effodienda metalla.
En el año 369, el emperador Valentiniano I decretó que cada navío que atracase en Cerdeña debía pagar un dacio de cinco sueldos por cada metallaro que transportase. Sucesivamente los emperadores Graciano, Valente y Valentiniano II prohibieron totalmente a los metallari que se transfirieran a la isla. Se cree que estas medidas fueron tomadas porque la extraordinaria riqueza de los yacimientos de Cerdeña podría dañar las minas de plata ibéricas que eran de propiedad imperial.
En la época romana tardía, la producción minera sarda disminuyó considerablemente; la actividad se mantuvo en algunos pocos yacimientos con el fin de satisfacer las limitadas necesidades del mercado de la isla, pero muchos fueron abandonados y algunos de ellos, como los del Sarrabus, quedaron en el olvido.

## Edad Media
Tras la caída del Imperio Romano de Occidente, Cerdeña ya no quedó directamente bajo la influencia de la península itálica. Tras un breve paréntesis debido a la ocupación vandálica, la isla cayó bajo el dominio del imperio bizantino.
Fue bajo este dominio que la producción minera y la actividad metalúrgica registraron un cierto renacer y la plata volvió a ser uno de los principales productos de exportación de la isla, aunque alrededor del año 700 el tráfico comercial en el Mar Mediterráneo se volvió peligroso debido a los ataques de los sarracenos. Para Cerdeña los ataques continuos de los árabes a lo largo de las costas constituyó, por un largo período, un peligro constante, que provocó el despoblamiento de vastas áreas y el traslado de la población hacia áreas al interior de la isla.

Los “giudicati” sardos.

Cada vez más aislada del centro del imperio bizantino, Cerdeña obtuvo en este período –y por primera vez en su historia– una autonomía real político administrativa. La isla se organizó en cuatro reinos soberanos e independientes: los así llamados, Giudicati de Cagliari, Arborea, Torres y Gallura.
De la historia minera del período “giudicale” (expresión usada en relación con los giudicati) no existen más que algunos pocos documentos. Sin embargo, resulta lícito pensar que la actividad extractora no se abandonó nunca del todo. En 1131 el juez Gonario di Torres donó la mitad de la Argentiera della Nurra a la iglesia primada de Santa María de Pisa, como testimonio por las relaciones políticas cada vez más estrechas entre los débiles estados sardos y el municipio toscano.
A inicios del siglo XI, bajo el auspicio de la corte papal, entonces regida por Benedicto XIII, las repúblicas de Génova y de Pisa habían intervenido contra el emir musulmán Mujāhid al-Āmirī que se había adueñado de algunas áreas de la isla, que competían por el predominio sobre los débiles estados “giudicali”. El enfrentamiento se resolvió a favor de Pisa: la paz de 1087 entre genoveses y pisanos llevó -durante el período inmediatamente precedente a la conquista aragonesa- al predominio de Pisa sobre toda Cerdeña.
Desde el punto de vista de la historia minera, el período pisano resulta mucho más documentado. La familia pisana de los condes de Donoratico, con Ugolino della Gherardesca, dio nuevo impulso a la actividad extractora en sus dominios en Cerdeña, y en el actual Iglesiente. Ugolino operó en un territorio de alrededor de 500 kilómetros cuadrados, denominado Argentaria del Sigerro por los minerales de plaza de su subsuelo. Favoreció además el traslado hacia la isla de talleres toscanos, expertos en el trabajo minero, e intentó repoblar todos sus dominios. El principal resultado de la política demográfica de los Donoratico fue el surgimiento y desarrollo del centro Villa di Chiesa, la actual Iglesias.
En la zona de Iglesiente, los pisanos retomaron los trabajos abandonados por los romanos abriendo numerosas fosas y sacando de nuevo a la luz los antiguos filones. La intensa actividad extractora, así como la vida política, económica y social, fueron normadas a través de una serie de leyes, reunidas en un código subdividido en cuatro libros conocido con el nombre de Breve di Villa di Chiesa. En este código la reglamentación de la actividad minera, sobre todo la extracción de la plata, reviste un rol de importancia primordial. Los delitos contra la actividad extractora eran castigados severamente: la pena de muerte estaba prevista para quienes robasen plata o mineral argénteo pero también para quienes extrayesen plata de mineral robado.
En el territorio de Argentiera cualquier persona podía emprender la actividad extractora; no era raro que con tal objeto se constituyeran compañías cuyos participantes (parsonavili) poseían cuotas (trente) de la sociedad. Algunos socios de estas compañías llamados bistanti se limitaban a anticipar el capital necesario.
Los trabajos se desarrollaron a través de la excavación de fosas, y aumentaron en profundidad mediante pozos y galerías. Se ahondaba en el filón del mineral, de tal manera que la extensión de los trabajos era más bien limitada. Para atacar la masa rocosa se usaban picas, cuñas y otros utensilios manuales; cuando se requería se usaba el fuego para disgregar las piedras más duras. La semana de trabajo se iniciaba a mediodía del lunes y terminaba a mediodía del sábado. Los obreros trabajaban durante 12 horas al día y durante la semana no podían abandonar el trabajo. En la estación veraniega los trabajos se suspendían a causa de lo insalubre del clima, ya que las áreas costeras eran atacadas por la malaria.
Se ha calculado que las minas sardas han proporcionado a Pisa cerca de 15 toneladas anuales de plata en el período que va desde fines del siglo XII hasta inicios del XIV. En el período de máximo esplendor, las minas alrededor de la Villa di Chiesa llegaron a ocupar a 6500 obreros.
Alrededor de 1326 Pisa perdió sus dominios en Cerdeña en favor de la Corona de Aragón. La pérdida de la isla, pero sobre todo de la plata que recibía de allí, representó el inicio de la decadencia de la ciudad toscana bajo la presión en el continente de sus rivales Lucca y Florencia. La Corona aragonesa se arrogó los derechos inherentes al uso de los yacimientos de plata con el fin de evitar que se desencadenaran disputas entre los nobles aragoneses para explotar las riquezas minerales de la zona.
El nivel de actividad extractora en este período se redujo notablemente si se compara con el del dominio pisano.
Tras la conquista total de la isla, los aragoneses buscaron dar un nuevo impulso a la actividad de extracción de la plata: se aligeraron los impuestos y los derechos de la corona sobre los metales. Tal política no logró restaurar en las minas sardas a su esplendor anterior. Bajo la dominación aragonesa primero y española más tarde, la actividad minera vivió una decadencia progresiva. Cerdeña, que por siglos había estado entre las más importantes áreas de producción de plata terminó por importar el metal que ya llegaba en cantidades desproporcionadas desde el continente americano. No obstante lo anterior, se puede afirmar que ni siquiera en este tiempo las minas sardas cesaron totalmente su actividad; de hecho, existía un pequeño mercado insular al menos para el plomo.
Durante la dominación española, se estableció el uso de subordinar el ejercicio de la actividad minera a la asignación de concesiones por parte de la administración estatal. Se asignaron al menos 40 concesiones para la exploración y el uso de los yacimientos sardos. De estas, ocho fueron concesiones generales, es decir, extendidas a todo el territorio de la isla, y 18 limitadas a la zona de Iglesias. Los concesionarios estaban obligados a pagar el 10% del valor del material extraído. En este período se intentó por primera vez reiniciar la actividad en el filón argentífero de Sarrabus, que estaba abandonado desde hacía más de 1000 años. De hecho, el 6 de junio de 1622 un tal Giovanni Antonio Agus obtuvo el permiso para ejecutar trabajos de investigación en el Monte Narba, junto al centro habitado de San Vito.
Tras poco menos de 400 años el dominio español en Cerdeña terminó como consecuencia de las circunstancias ligadas a la guerra de sucesión española, y del intento de reconquista llevado adelante por el Cardenal Alberoni.

## Época del reino de Cerdeña
En 1720, tras las disposiciones del tratado de La Haya, la isla pasó a formar parte de las posesiones de los duques de Saboya, que adquirían el título de rey de Cerdeña. El estado sabaudo dio nuevo impulso a la actividad minera. También bajo los piamonteses, el ejercicio de la actividad extractora estaba unido a la asignación de concesiones generales para la realización de investigación y cultivo de minas en todo el territorio de la isla. Los primeros que obtuvieron este tipo de concesión, con una duración de 20 años, fueron Pietro Nieddu y Stegano Durante (ambos de Cagliari). En 1740 la concesión general, con una duración de tres años, fue asignada al británico Carlos Brander, al barón Carlos de Holtzendorff y al cónsul sueco en Cagliari, Carlos Gustavo Mandel. Según ese contrato, los concesionarios habrían tenido que depositar el 12% de lo extraído y el 2% de la plata durante los primeros 4 años, el 5% los sucesivos 6 años y el 10% los restantes 20. Los derechos debían ser nuevamente concedidos en el momento de la expedición de los materiales exportados, y cada seis meses para los que se vendían en la isla.
La nueva sociedad, sobre todo por impulso de Mandel, introdujo diversas innovaciones tecnológicas, entre las cuales destacó el empleo de explosivos durante los trabajos de extracción. Fueron llevados a Cerdeña talleres expertos en el arte de la minería, especialmente alemanes. Se debe a Mandel la construcción, junto a Villacidro, de una fundición de plomo. Sin embargo, fue acusado por la Intendencia Real de descuidar la exploración de nuevas minas limitándose a la explotación de las ya existentes. Se abrió también una investigación por presuntas irregularidades fiscales, que llevó, en 1758, a la revocación de la concesión a Mandel.
En 1762 la administración de las minas sardas pasó a manos del director del distrito de las minas, Pedro de Belly, quien obstaculizó la actividad minera privada pues consideraba que era mejor que el mismo Estado aprovechase las riquezas del subsuelo sardo. Belly intentó también reintroducir el trabajo obligado en las minas y por ello fue criticado por Quintino Sella. 
Entre los errores cometidos por Belly se enumera el poco aprovechamiento del filón de plata de Sarrabus. Belly lo consideraba demasiado costoso debido al terreno inaccesible y a la dificultad de las comunicaciones en la zona. Solo después se redescubrió el valor minero de la región suroriental de la isla.
Los últimos años del siglo XVIII fueron importantes para la industria minera; se descubrieron trazas de hierro junto a Arzana y de antimonio en las cercanías de Ballao. 
A inicios del siglo XIX existían en Cerdeña 59 minas, sobre todo de plomo, hierro, cobre y plata. Tras el nuevo fervor minero vinieron a la isla algunos aventureros de Piamonte y de otros países de Europa, como Honoré de Balzac que, en 1838, dio vida a una iniciativa (finalmente fallida) dirigida a aprovechar las antiguas escorias de plomo en Nurra.
En 1840 se instituyó la nueva ley minera, que preveía la distinción entre la propiedad del suelo y del subsuelo. Según la nueva ley, cualquier persona podía solicitar la autorización para efectuar investigaciones mineras; se requería la autorización escrita del propietario del fondo en el que se deseaba realizar la investigación pero, si el propietario se oponía y el rechazo no contaba con argumentaciones adecuadas, el prefecto podría proceder de oficio a conceder el permiso. La única obligación que competía al concesionario era la de depositar en el erario público el 3% del valor de los minerales extraídos y de pagar a los propietarios por los daños que se produjeran. Esta normativa entró plenamente en vigor solo en 1848, tras la así llamada “perfecta fusión” entre Cerdeña y los estados de los Saboya.

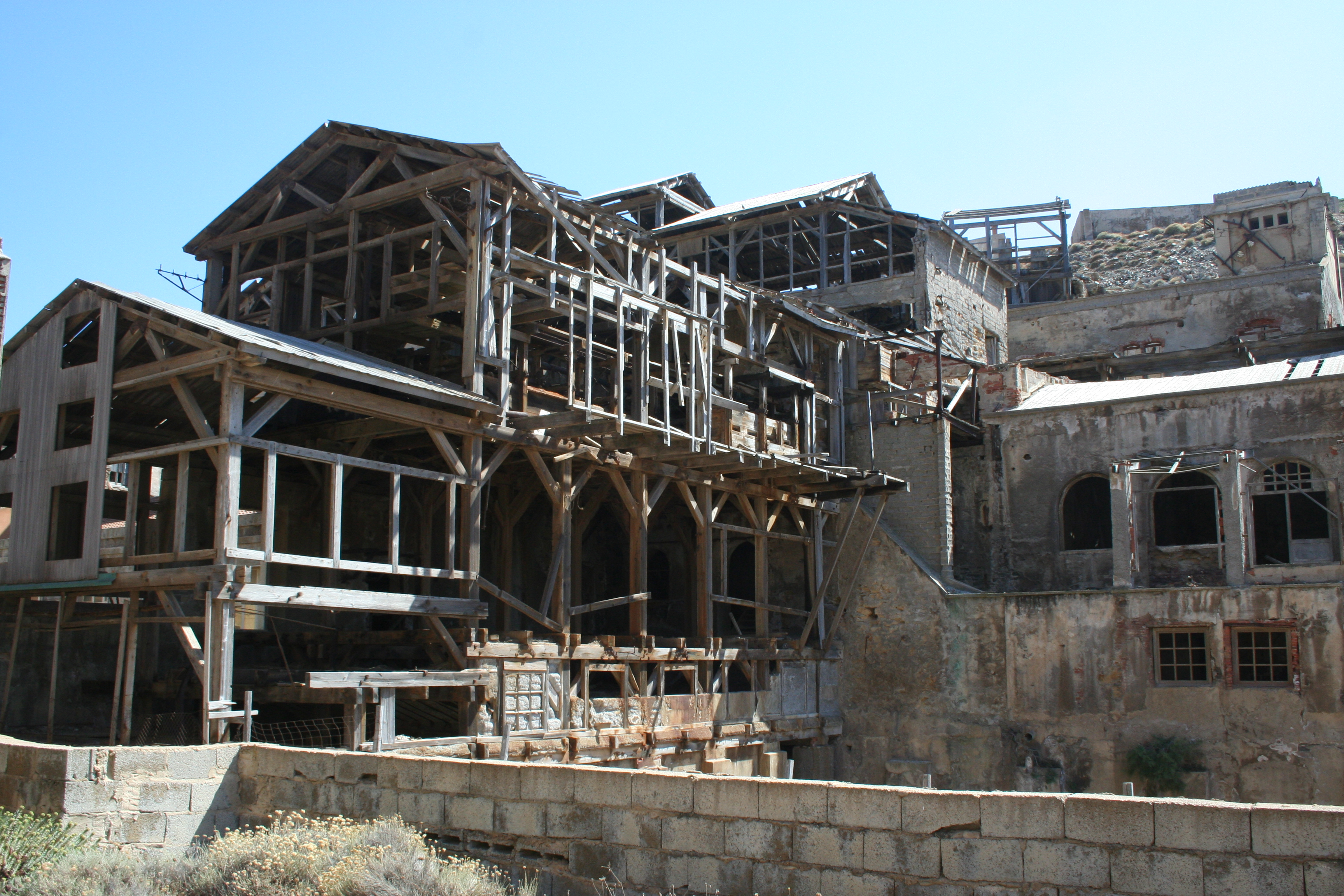
Antiguas instalaciones mineras de plata en Cerdeña.

La nueva ley –que facilitaba la obtención de concesiones mineras– atrajo a numerosos empresarios, en particular de Liguria y de Piamonte: nacieron así las primeras sociedades con el objetivo de aprovechar los yacimientos sardos. Entre estas, la genovesa Società Nazionale per la coltivazione di miniere in Sardegna (Sociedad nacional para el cultivo de minas de Cerdeña) intentó sin éxito obtener la concesión general. Tal forma de concesión no estaba permitida por la nueva ley, con el fin de impedir la constitución de monopolios en la actividad extractora. El proyecto de la Società Nazionale se demostró inviable. Nacieron así un gran número de sociedades, controladas por los mismos protagonistas del proyecto de Società Nazionale, con el fin de garantizarse de todos modos la concesión del mayor número posible de autorizaciones.
La mayor parte de las sociedades mineras que operaban en Cerdeña empleaba capital no sardo. Una excepción significativa era la del empresario Giovanni Antonio Sanna que, en 1848, obtuvo una concesión perpetua de casi 1.200 hectáreas en la zona de Montevecchio. No todas las sociedades tenían las capacidades técnicas para operar en el mercado, muchas quebraron y otras se fusionaron dando origen a sociedades más grandes o sólidas.
En 1858, Enrico Serpieri edificó la fundición de Domusnovas para extraer el mineral de plomo presente en las escorias de viejos trabajos, y poco tiempo después otra en Fluminimaggiore. En 1862 las dos fundiciones de Serpieri producían el 56% de todo el plomo sardo obtenido de escorias.

## Tras la unidad de Italia
Desde 1865 al plomo y a la plata –que siempre habían sido los minerales más extraídos en la isla– se unió el zinc. Aquel año, en la mina de Malfidano en Buggerru, se encontraron calaminas (silicatos de zinc). En torno al año 1868 se introdujo en Italia la dinamita, inventada el año anterior por el químico sueco Alfred Nobel. Esta innovación revolucionó en poco tiempo las técnicas extractoras y permitió el cultivo con costos relativamente bajos, incluso con canteras húmedas.
Mientras tanto, crecía el malestar de Cerdeña dentro del naciente estado Italiano. En 1867 los diputados sardos solicitaron al Presidente del Consejo, Bettino Ricasoli, un mayor empeño del Estado para aliviar las condiciones de miseria de las poblaciones de la isla. En abril de 1868 el descontento popular estalló en Nuoro con graves desórdenes: la población entera se rebeló al grito de su connottu! su connottu! en contra de la venta de los bienes territoriales.
Más tarde se instituyó una comisión parlamentaria de investigación presidida por Agostino Depretis, y de la que formaba parte el diputado piamontés Quintino Sella. Sella, ingeniero de minas, elaboró una relación sobre las condiciones de la industria minera en Cerdeña, publicada en 1871, que constituye un documento valioso para el conocimiento de este tema.

### El informe Sella

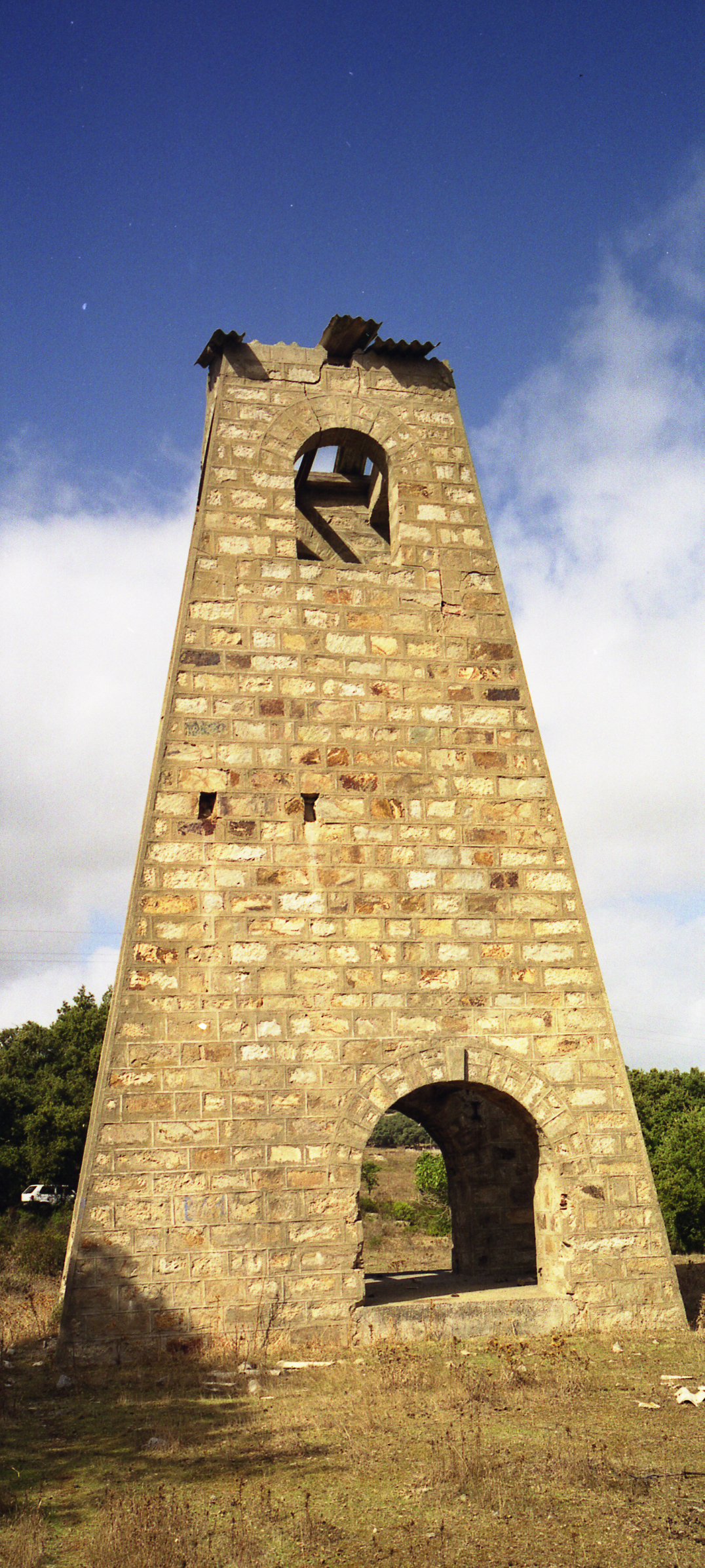
Torre minera en Montevecchio.

Durante un viaje que duró 18 días, Sella, acompañado por el ingeniero Eugenio Marchese, director del distrito minero de Cerdeña, visitó las principales minas y establecimientos metalúrgicos de la isla.
A partir de su relación emergía la creciente importancia de la industria minera sarda en el ámbito de la economía italiana. Entre 1868-69, en las minas sardas, se había empleado a 9.171 personas, casi el triple respecto a los de 1860. De hecho, tras la extensión a Cerdeña de la ley minera de Piamonte de 1840 y su sucesiva modificación en 1859, en sentido más favorable a los industriales mineros, se dio un rápido desarrollo de las investigaciones y de los cultivos, un aumento de producción y de la mano de obra que se empleaba.
En 1870 los permisos de investigación, que a fines de 1861 eran 83, aumentaron a 420 y las concesiones de 16 a 32. El mineral producido pasó de 9.378,8 toneladas en 1860 a 127.924,6 toneladas en 1868 y el valor se quintuplicó llegando (siempre en esos años) a la suma de 13.464.780 liras.
De la relación de Sella se concluye también que para agilizar el transporte del mineral a los puntos de embarque hasta 1870, las sociedades mineras habían construido alrededor de 30 kilómetros de líneas férreas y 181 kilómetros de caminos.
El continuo desarrollo de la industria extractora llevó a la llegada a Cerdeña de técnicos y empleados administrativos de otras regiones del reino. Dado el bajo nivel de instrucción y de preparación técnica de los talleres sardos, también la mayor parte de la mano de obra calificada provenía del continente.
El informe indicaba además que, frecuentemente, la conducta de las sociedades mineras que operaban en la isla estaba marcado por criterios que podrían considerarse coloniales; de hecho, a menudo se limitaban a trabajar las partes más ricas de los filones que cultivaban, transfiriendo luego fuera de Cerdeña el mineral extraído que era tratado en plantas instaladas en el continente. El dinero obtenido no se empleaba en el lugar de origen a menos que se buscara agilizar la actividad del negocio.
La investigación de Sella también subrayó el dispar tratamiento económico entre los mineros sardos y los de origen continental, así como la necesidad de establecer una escuela para jefes mineros y fundidores en Iglesias.
La relación concluía recomendando que se usara mayor capital para agilizar el desarrollo de la industria minera; sobre todo subrayaba la urgencia de realizar una red de carreteras que uniera las minas y completara las principales calles. Asimismo, se evidenciaba la necesidad de realizar y desarrollar un sistema adecuado de comunicaciones telegráficas: Sella refiere que las principales compañías mineras pedían poder construir, con su propio dinero, nuevas líneas telegráficas para hacer más veloces las comunicaciones. Tal propósito se había mostrado infructuoso debido a la ley que garantizaba al Estado el monopolio en la construcción de este tipo de infraestructura.

### 1870 - 1945
En 1872 la sede del distrito minero sardo fue transferida desde Cagliari a Iglesias.

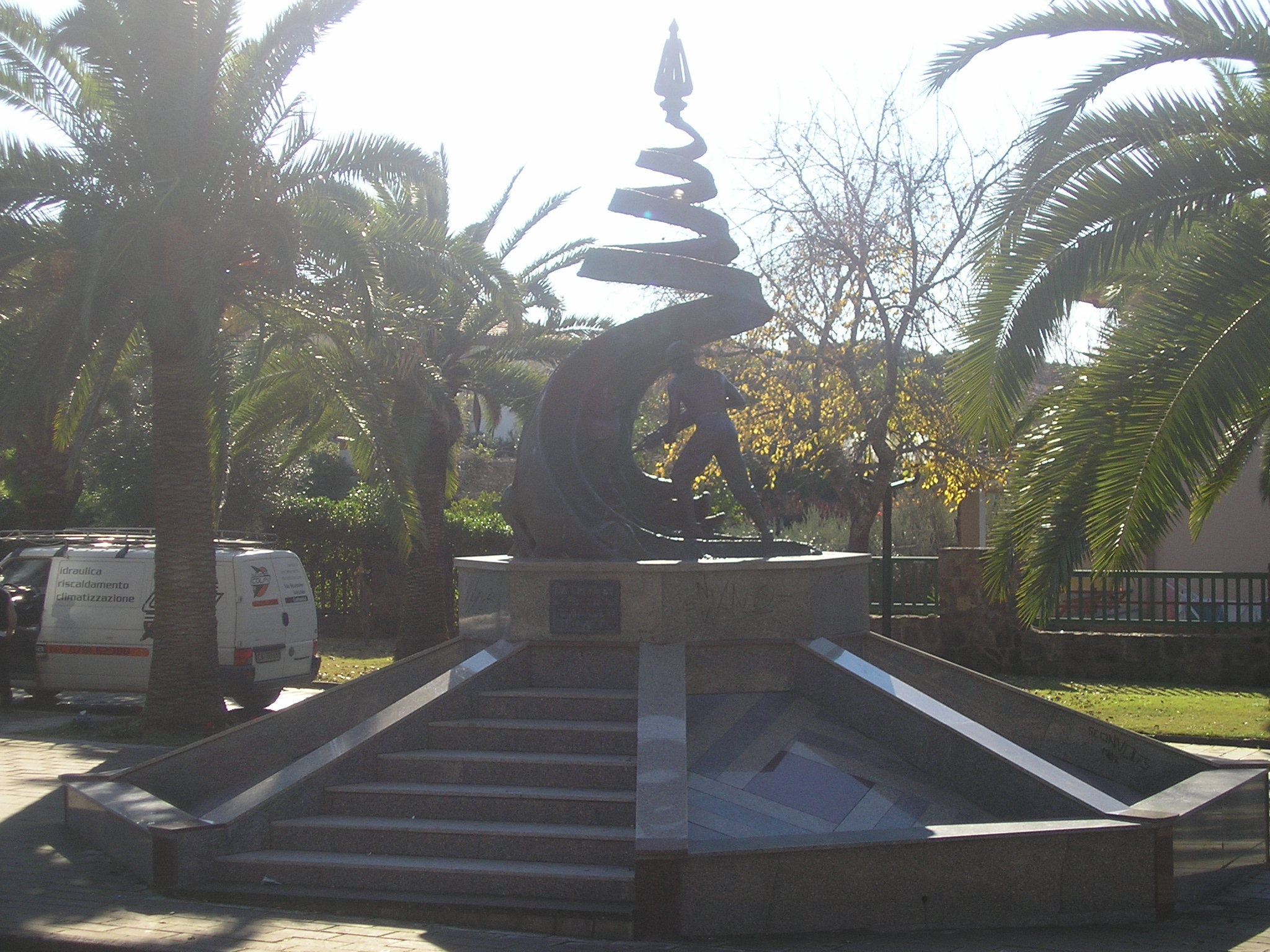
Monumento a los mineros de Carbonia.

El año anterior la industria minera italiana había visto el nacimiento de un nuevo sector. De hecho, con el descubrimiento definitivo y el inicio de los cultivos, del filón de plata de Sarrabus, se comenzaba también en Italia la producción de minerales de plata. Se abrió así un ciclo productivo que duró 40 años.
De las 15 toneladas de mineral producidos en 1871, año de la declaración del descubrimiento de la mina de Monte Narba, se llegó en breve tiempo a 2.000 toneladas anuales promedio producidas durante el decenio que va desde 1880 a 1890. Rolandi lo llamó el “decenio argénteo” cuando la producción llegó al valor de dos millones de liras. De las tres minas que habían sido establecidas en el yacimiento, se aumentó a diez en 20 años y luego se disminuyó hasta que quedó sólo una en el momento de la clausura definitiva.
En Sarrabus se desencadenó una carrera por la plata: junto a las grandes sociedades como la Società di Lanusei o la de Monteponi, decenas de buscadores improvisados de metales preciosos presentaron cientos de solicitudes de permisos para efectuar investigaciones mineras sobre el territorio de los municipios de Muravera, Villaputzu y de manera particular, de San Vito.
Ya en 1851 la sociedad genovesa "Unione Sulcis e Sarrabus", cuyos mayores accionistas eran los belgas Emilio y Elena Poinsel, había obtenido la mina de Gibbas junto al municipio de Villaputzu; los trabajos fueron abandonados bien pronto a causa de las dificultades debidas a la malaria.

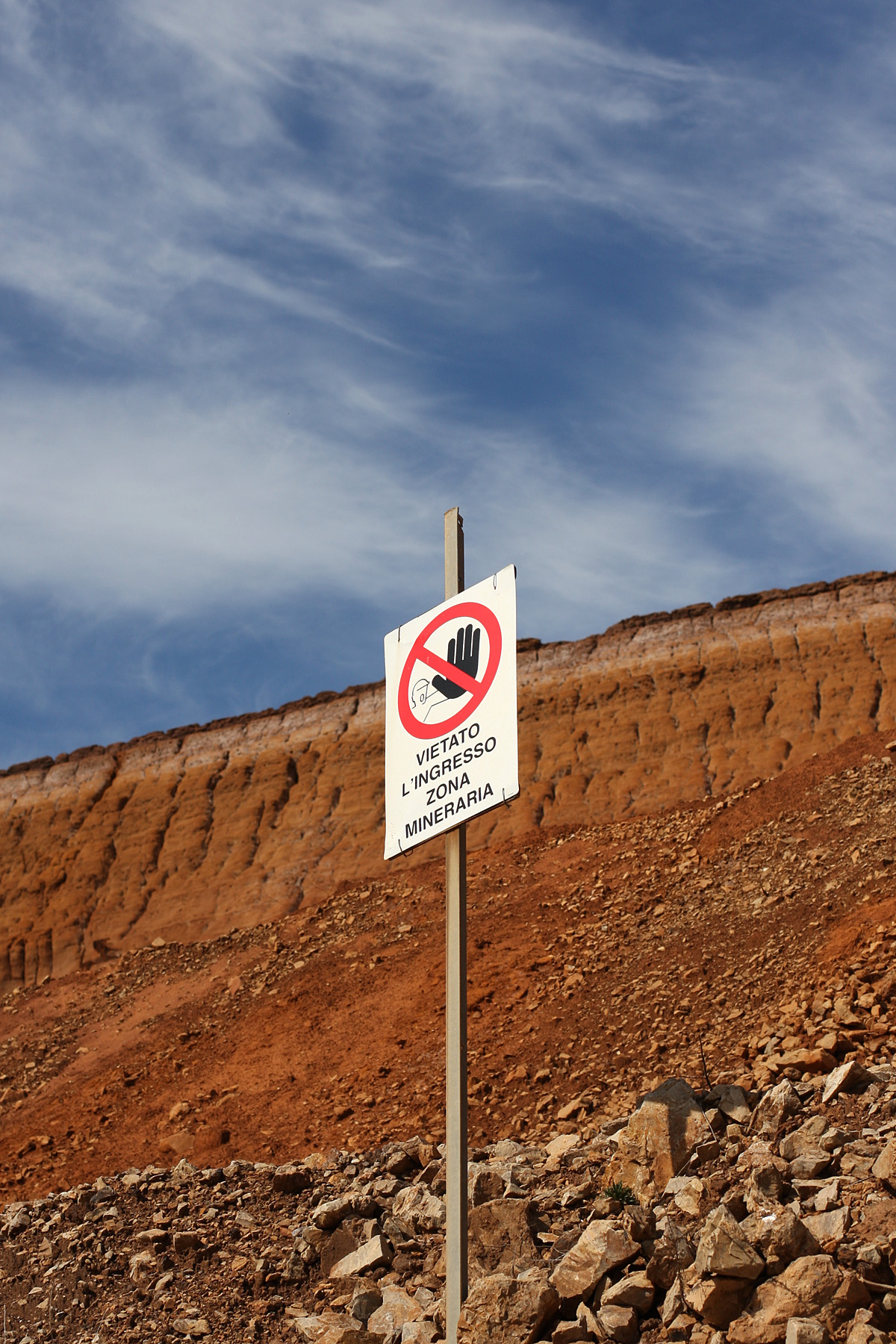
Minas actuales en Iglesias, Cerdeña.

En 1885 el ingeniero francés, Leon Goüin, fundó en Génova la "Società Tacconis-Sarrabus" para la extracción en la mina de Tacconis. En 1888, el mismo Goüin constituyó en París la "Societè des mines de Rio Ollastu".
En los períodos de mayor esplendor el yacimiento de Sarrabus llegó a ocupar hasta 1.500 obreros, distribuidos entre las minas de Masaloni, Giovanni Bonu, Monte Narba, Perd'Arba, Baccu Arrodas, Tuviois, S'erra y S'Ilixi, Nicola Secci.

### Tras la Segunda Guerra Mundial
Cerdeña es hoy la única región de Italia en que existen minas activas de oro. La más importante se encuentra en Furtei, donde se ha desarrollado una industria aurífera, controlada por la sociedad australiana Sardinian Gold Mining. Otras regiones altamente ricas en yacimientos de oro son la zona de Sarrabus y de Osilo (cerca de Sassari). La extracción de oro que no se presenta en filones, se realiza por el uso de solventes químicos que permiten separar uno o más de los elementos solubles en una sustancia sólida.